# Volmir
Volmir, właśc. Volmir Francisco de Souza (ur. 5 czerwca 1944 w Vacarii) – brazylijski piłkarz, występujący na pozycji napastnika.

## Kariera klubowa
Karierę piłkarską Volmir rozpoczął w Lajeadense Lajeado w 1963 roku. W 1964 roku został zawodnikiem Grêmio Porto Alegre, w którym grał do 1964. Z Grêmio czterokrotnie zdobył mistrzostwo stanu Rio Grande do Sul – Campeonato Gaúcho w 1964, 1965, 1966 i 1967 roku. W Grêmio 12 września 1971 w zremisowanym 0-0 meczu z EC Bahia Volmir zadebiutował w lidze brazylijskiej. W latach 1972–1974 był zawodnikiem innego klubu z Porto Alegre – Internacionalu. Z Internacionalem zdobył dwa kolejne mistrzostwa stanowe w 1972 i 1973.
W kolejnych trzech latach był kolejno zawodnikiem Amériki FC (RJ), Chapecoense, Figueirense, ponownie w Chapecoense, Paranavaí i CS Sergipe. We Figueirense 9 listopada 1975 w przegranym 1-4 meczu z Clube do Remo Volmir po raz ostatni wystąpił w lidze. W meczu tym Volmir zdobył honorową bramkę dla Figueirense. Ogółem w latach 1971–1975 rozegrał w lidze 61 spotkań, w których strzelił 10 bramek. Karierę zakończył w 1978 roku w Grêmio Esportivo Brasil.

## Kariera reprezentacyjna
W reprezentacji Brazylii Volmir zadebiutował 17 kwietnia 1966 w wygranym 1-0 meczu z reprezentacją Chile w Copa Bernardo O’Higgins 1966. Drugi raz w reprezentacji wystąpił trzy dni później w przegranym 1-2 meczu z tym samym rywalem. Trzeci i ostatni raz w reprezentacji Volmir wystąpił 25 czerwca 1967 w zremisowanym 0-0 meczu z reprezentacją Urugwaju w Copa Rio Branco 1967.
| Mecze i gole w reprezentacji | Mecze i gole w reprezentacji | Mecze i gole w reprezentacji | Mecze i gole w reprezentacji | Mecze i gole w reprezentacji | Mecze i gole w reprezentacji | Mecze i gole w reprezentacji |
| #                            | Data                         | Miasto                       | Przeciwnik                   | Gol                          | Wynik                        | Rozgrywki                    |
| ---------------------------- | ---------------------------- | ---------------------------- | ---------------------------- | ---------------------------- | ---------------------------- | ---------------------------- |
| 1.                           | 17.04.1966                   | Santiago                     | Chile                        |                              | 1:0                          | Copa Bernardo O’Higgins 1966 |
| 2.                           | 20.04.1966                   | Santiago                     | Chile                        |                              | 1:2                          | Copa Bernardo O’Higgins 1966 |
| 3.                           | 25.06.1967                   | Montevideo                   | Urugwaj                      |                              | 0:0                          | Copa Rio Branco 1967         |